# Espera
Espera is een gemeente in de Spaanse provincie Cádiz in de regio Andalusië met een oppervlakte van 123 km². In 2007 telde Espera 3998 inwoners.

## Demografische ontwikkeling
Bron: INE, 1857-2011: volkstellingen